# Треви (Италия)
 За видовете растения на семейство Житни вижте Трева.  
Трѐви (на италиански: Trevi) е градче и община в Централна Италия, провинция Перуджа, регион Умбрия. Разположено е на 412 m надморска височина. Населението на общината е 8405 души (към 2010 г.).